# Tillandsia antillana
Espèce
Tillandsia antillana est une espèce de plantes à fleurs de la famille des Bromeliaceae. Son aire de répartition naturelle s'étend de la Jamaïque à la Guadeloupe et à Montserrat. C'est une épiphyte qui pousse principalement dans le biome tropical humide.

## Description
Tillandsia antillana est une espèce épiphyte dont les feuilles sont finement et densément écailleuses, leur donnant un aspect argenté et brillant. Les inflorescences sont bipennées, longuement stipitées, de teinte violacées ou pourpre. Les fleurs sont insérées sur les rameaux secondaires. Les bractées florales sont imbriquées, au moins deux fois plus longues que les entre nœuds, ne recouvrant pas les sépales.

## Répartition et habitat
Tillandsia antillana est endémique du hotspot Caraïbes (Jamaïque, Montserrat, Guadeloupe. Elle est présente dans les forêts semi-xérophiles et mésophiles à hygrophiles.

## Systématique
Le nom correct complet (avec auteur) de ce taxon est Tillandsia antillana L.B.Sm..